# Сайлыг (сумон)
Сумон Сайлыг — административно-территориальная единица (сумон) и муниципальное образование со статусом сельского поселения в Чеди-Хольском кожууне Тывы Российской Федерации.
Административный центр и единственный населённый пункт сумона — село Сайлыг.

## Население
| 2017 | 2018  |
| ---- | ----- |
| 1174 | ↗1202 |